# Tailevu (tỉnh)
Tailevu là một trong 14 tỉnh của Fiji. Đây cũng là một trong 8 tỉnh trên đảo Viti Levu, hòn đảo lớn nhất của Fiji. Diện tích của tỉnh là 755 km² thuộc phần đông nam của đảo. Theo thống kê năm 2007, tỉnh có số dân là 55.692 người, xếp thứ năm toàn quốc. Trung tâm đô thị của tỉnh là Nausori với dân số 21,645 năm 1996.
Tailevu gồm các quận Bau, Nakelo, Verata, Wainibuka, and Sawakasa. Quận Bau gồm Đảo Bau, trụ sở của Liên minh Kubuna, mộ trong ba hệ thống tù trưởng tại Fiji.